# Villevocance
Villevocance ist eine französische Gemeinde mit 1.181 Einwohnern (Stand: 1. Januar 2022)  in der Region Auvergne-Rhône-Alpes. Sie liegt im Département Ardèche und gehört zum Arrondissement Tournon-sur-Rhône sowie zum Kanton Annonay-2.

## Geographie

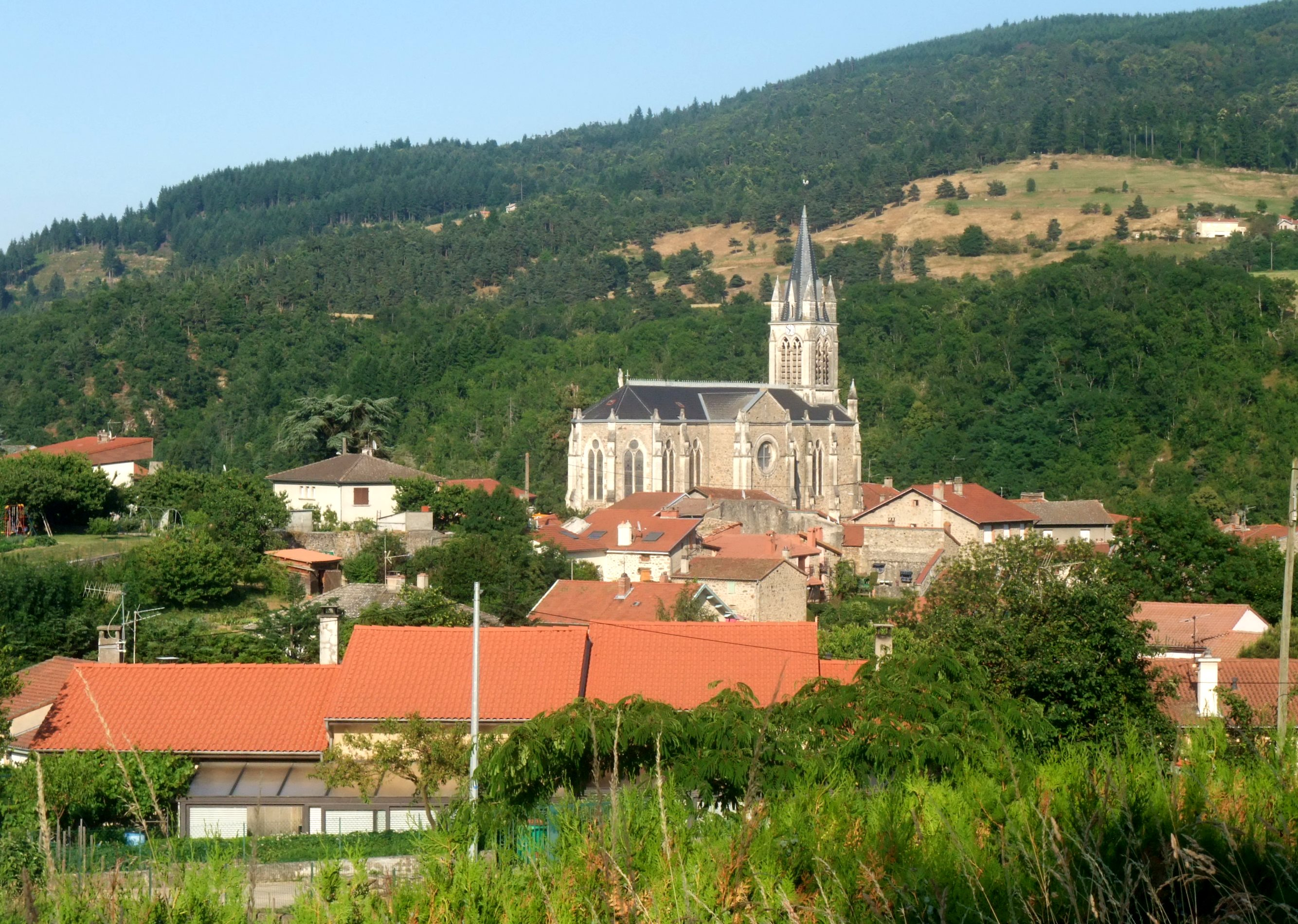
Blick auf Villevocance mit der Kirche

Villevocance liegt etwa 62 Kilometer südsüdwestlich von Lyon. Der Fluss Cance durchquert die Gemeinde. Umgeben wird Villevocance von den Nachbargemeinden Annonay im Norden und Nordosten, Roiffieux im Osten, Vocance im Süden und Südwesten sowie Vanosc im Westen.

## Bevölkerungsentwicklung
| Jahr                       | 1962 | 1968 | 1975 | 1982 | 1990 | 1999 | 2006 | 2019 |
| Einwohner                  | 558  | 600  | 665  | 908  | 1026 | 1089 | 1132 | 1184 |
| Quellen: Cassini und INSEE |      |      |      |      |      |      |      |      |

## Sehenswürdigkeiten
- Kirche Saint-Sulpice aus dem Jahre 1877

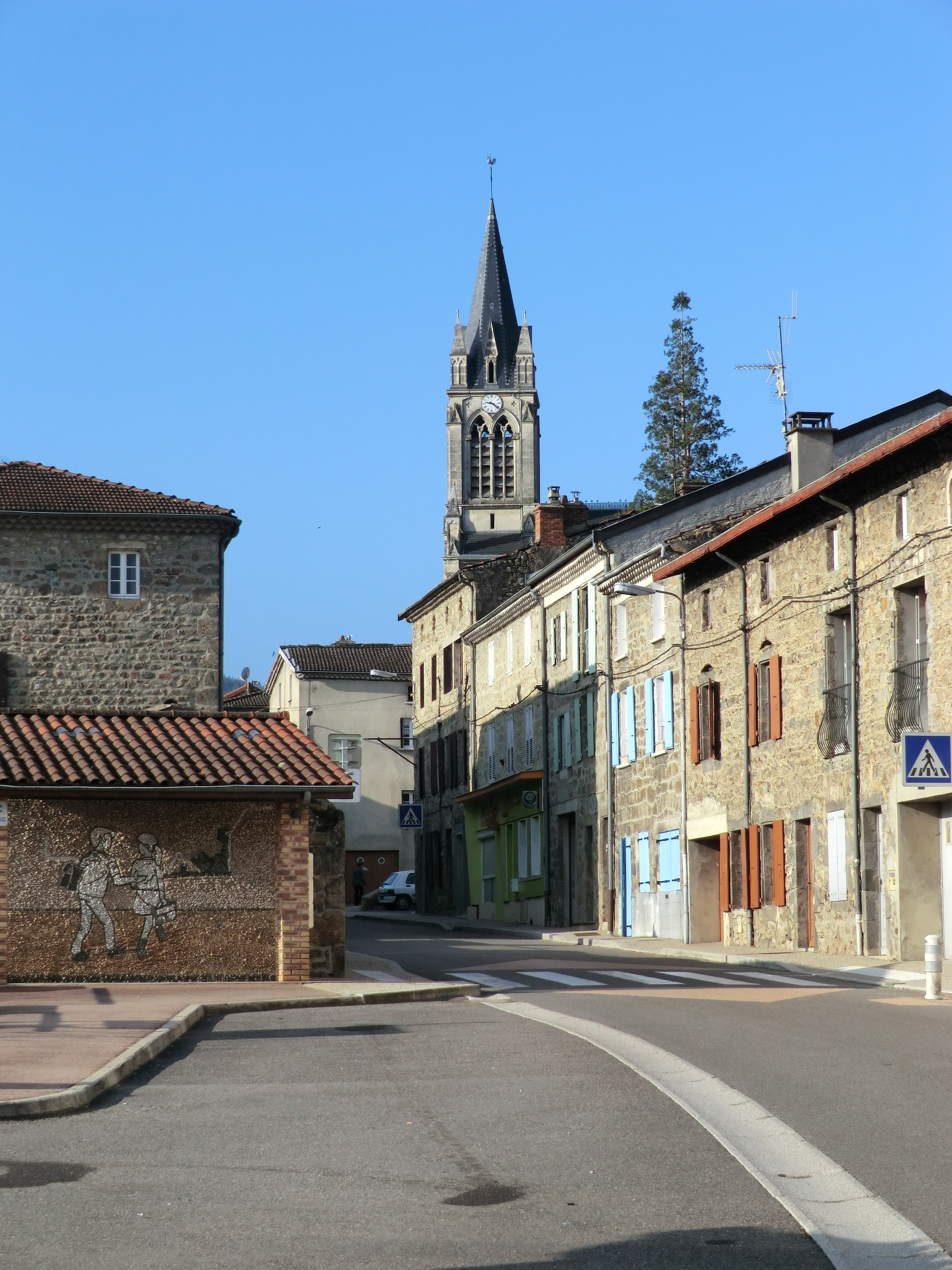
Kirche Saint-Sulpice